# Nguyen Thien Dao
 (novembre 2015).
Si vous disposez d'ouvrages ou d'articles de référence ou si vous connaissez des sites web de qualité traitant du thème abordé ici, merci de compléter l'article en donnant les références utiles à sa vérifiabilité et en les liant à la section « Notes et références ».
Nguyễn Thiên Đạo, né le 17 décembre 1940 à Hanoï, en Indochine française, et mort le 20 novembre 2015 à Paris,, est un compositeur français d'origine vietnamienne qui travaille dans la musique classique contemporaine.

## Biographie
Nguyen Thien Dao est né à Hanoï en Indochine française, en 1940. Il arrive en France en 1953 et entre en 1963 au Conservatoire national supérieur de musique de Paris. Sa rencontre décisive avec Olivier Messiaen en 1967, dans la classe duquel il obtiendra le premier prix de composition, l’amène à découvrir la voie qui sera la sienne. Tout d’abord nourri des images de son enfance et de ses longues méditations devant la nature, hanté par des "polyphonies célestes et totalement imaginaires", puis, imprégné de poésie vietnamienne et chinoise, il se définit comme "l’héritier des deux civilisations orientale et occidentale". Il essaye d’en opérer une synthèse, en construisant une musique basée sur les micro-intervalles, les timbres-couleurs, une structure rythmique et un temps-durée particuliers. Il se voudrait être le créateur d’une "musique de lyrisme, de passion et de caractère épique", constamment soucieux d’exigence d’écriture et de forme.

## Œuvre et célébration
En 1969, il est révélé au Festival international d'art contemporain de Royan avec Tuyn Lua, pour ensemble. Son œuvre pour grand orchestre Koskom est créée à Radio France en 1971 et en 1972, Ba Me Vietnam, pour contrebasse et vingt instruments, au Festival de La Rochelle.
Il reçoit en 1974 le Prix Olivier Messiaen de composition (Fondation Erasme de Hollande).
En 1978, son opéra My Châu-Trong Thuy est créé à l’Opéra de Paris (Salle Favart).
En 1984, il reçoit le Prix André Caplet (Académie des Beaux-Arts) et son Concerto pour piano et orchestre est créé aux Rencontres de Metz.
1989 voit la création de deux œuvres : sa Symphonie pour pouvoir par l'Orchestre National de France au Théâtre des Champs-Elysées et son Concerto 1789 (pour sextuor à cordes et orchestre), par l’Orchestre National de Lille au Palais des Congrès de Lille.
En 1994, son opéra-oratorio Les enfants d’Izieu est créé au Festival d'Avignon.
En 1995 et 1997, deux œuvres dirigées par le compositeur lui-même, à la tête de l’Orchestre National du Vietnam, sont créées à l’Opéra de Hanoï : respectivement Hoa Tâu 1995 et Khai Nhac dans le cadre de la soirée de gala du VIIème Sommet de la Francophonie.
En 1998, a lieu la création de Giao-Hoa Sinfonia, Salle Olivier Messiaen à Radio France.
L’année 2000 voit la création de Song Hon à l’Opéra de Hanoî, Vietnam, par l’Orchestre symphonique de Hanoî, dirigé par le compositeur et celle d'Arco Vivo, pour violoncelle solo.
Pour saluer le XXIe siècle, son œuvre Kosmofonia (pour grand orchestre et chœur) est créée en 2001 à Forbach.

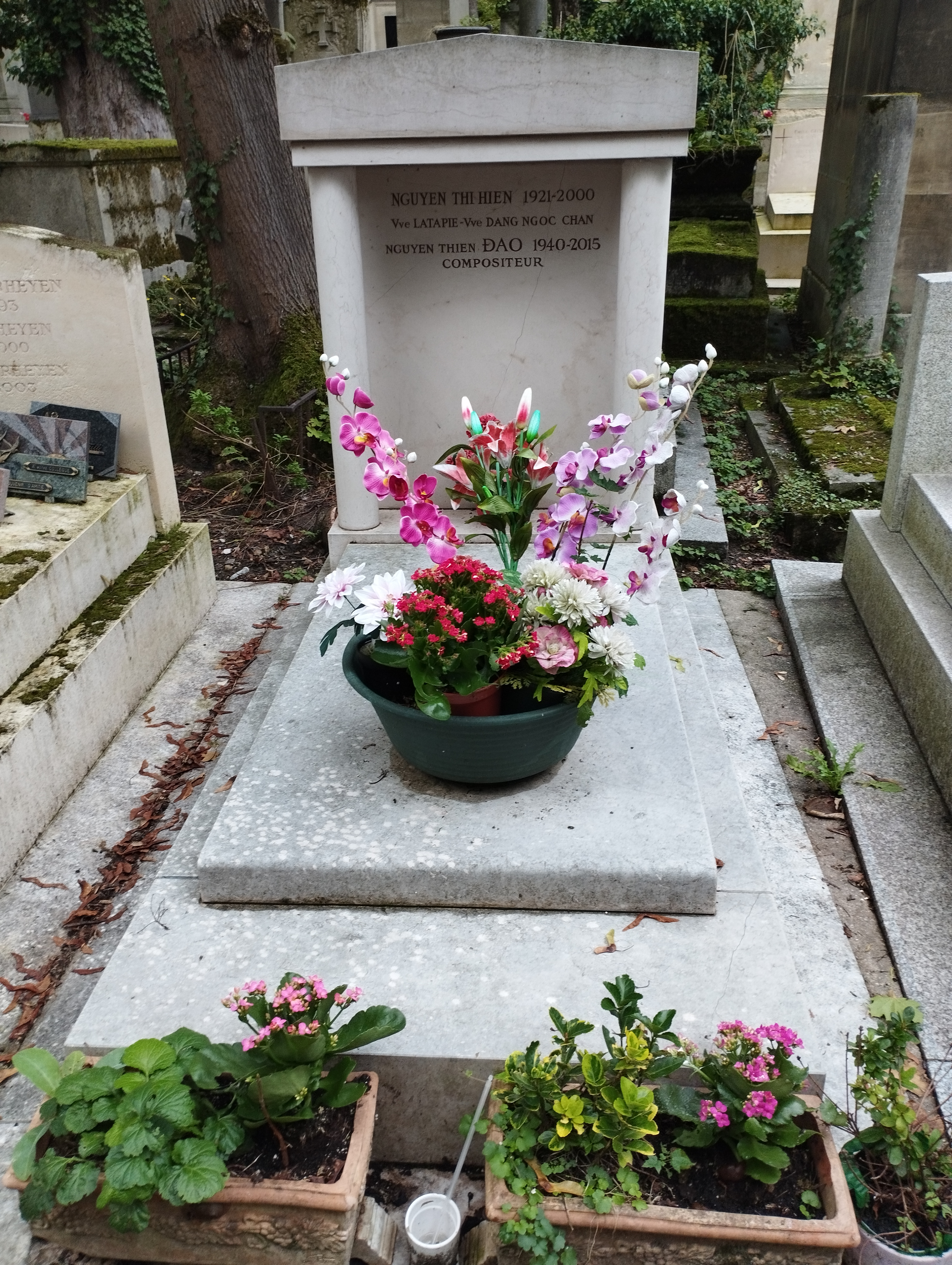
Tombe de Nguyen Thien Dao au cimetière du Père-Lachaise (division 14).

2002 et 2003 voient les créations de Song Nhat Nguyen et de Song Nhac Truong Chi à l’Opéra de Hanoî, Vietnam, orchestres symphoniques placés sous la direction du compositeur. 2004, création de l’opéra de chambre Quatre Lyriques de ciel et de terre à Paris. 2006, création de Suoi Lung May au 1er Festival de Musique International à Hué (Vietnam). 2007 est l'année de la création de Khoi Thap et So Day à l'Opéra de Hanoï, sous la direction du compositeur. En 2008, création de Duo Vivo en hommage à Olivier Messiaen, au Théâtre des Bouffes.
Linh Giac est sa dernière création (texte de Nguyen Thanh Hang - droit d'auteur enregistré auprès de la SACEM) : le compositeur est mort en novembre 2015 alors qu'il venait d’achever l’écriture de la partition. Laurent Bauer, chef de chœur de l'ensemble polyphonique de Choisy-le-Roi (environ 90 choristes) s'était déjà engagé a monter cette œuvre pour la première fois et ce avant sa mort et sur l'insistance de sa veuve, il a continué ce travail avec les choristes.
Elle sera présentée pour la première fois le 8 avril à l’église Notre-Dame-du-Sacré-Cœur de Maisons-Alfort et le 9 avril à la cathédrale Saint-Louis de Choisy, puis le 10 avril en l'église Saint-Louis-en-l'Île de Paris. « Nous sommes dépositaires de cette ultime œuvre, chargés de sa première interprétation », confie Laurent Boer.
Il est inhumé au cimetière du Père-Lachaise (14e division).

## Distinctions
- Chevalier des Arts et des Lettres (France)
- Médaille de la Culture (Vietnam)
- Médaille de la Résistance (Vietnam)